# Valsequillo, Spanien
Valsequillo är en ort i Spanien.   Den ligger i provinsen Province of Córdoba och regionen Andalusien, i den centrala delen av landet, 270 km sydväst om huvudstaden Madrid. Valsequillo ligger 575 meter över havet och antalet invånare är 418.
Terrängen runt Valsequillo är huvudsakligen platt, men norrut är den kuperad. Runt Valsequillo är det glesbefolkat, med 8 invånare per kvadratkilometer. Närmaste större samhälle är Peñarroya-Pueblonuevo, 13,3 km sydost om Valsequillo. Trakten runt Valsequillo består till största delen av jordbruksmark.